# Malta
|  | Per a altres significats, vegeu «Malta (desambiguació)». |

Malta, oficialment República de Malta (maltès: Repubblika ta' Malta), és un estat insular del Mediterrani. L'arxipèlag maltès —format per les illes principals de Malta i Gozo i altres de menors— és al sud de Sicília, de la qual el separa l'estret de Malta. La capital és La Valletta.

## Etimologia
L'origen de la paraula Malta és incert. L'etimologia més acceptada és la que afirma que prové de la paraula grega μέλι, meli, ‘mel’. Els grecs anomenaven l'illa Μελίτη, Melite, que significa ‘dolça com la mel’, a causa segurament de la qualitat de la mel produïda per les abelles de l'arxipèlag. De fet, a Malta hi ha espècies endèmiques d'aquests insectes, raó per la qual se l'anomena «terra de la mel». Els romans continuaren anomenant-la Melita, llatinització de Μελίτη.
Una altra etimologia pren com a ètim la paraula fenícia Maleth, que significa ‘refugi’, a causa de la gran quantitat de badies i cales que hi ha al litoral de l'illa.

## Història
Malta fou una colònia fenícia que amb el temps va quedar a l'òrbita de Cartago.
A la Primera Guerra Púnica estava en mans dels cartaginesos i fou assolada per la flota romana dirigida per Atili Règul, el 257 aC, però no fou ocupada.
A la Segona Guerra Púnica la guarnició cartaginesa estava manada per Amilcar fill de Gisgó que va capitular davant la flota de Tiberi Semproni el 218 aC i des de llavors va pertànyer a Roma i incorporada a la província de Sicília.
Al segle següent va començar a ser usada com a base de pirates cilicis que la feien servir de quarter d'hivern, però al segle i aC estava recuperada i prosperava destacant la fabricació de lli, cotó i altres productes molt apreciats a Roma on eren coneguts com a "vestis melitensis".
Se suposa que fou a aquesta illa on va desembarcar Sant Pau en el seu viatge a Roma l'any 60 tot i que alguns autors pensaven que es tractà de l'illa Melita (Melda) a la mar Adriàtica.
No s'esmenta l'illa durant l'Imperi excepte pels geògrafs on ja comença a aparèixer sota el nom modern de Malta.
A la caiguda de l'Imperi va estar en mans dels vàndals però recuperada per Belisari, el general romà d'Orient, el 533 i va romandre a les seves mans fins que fou ocupada pels àrabs el 870. Emigrants àrabs es van barrejar amb la població local i van formar l'actual població.
El 1091 fou ocupada pels normands. El Regne de Sicília, per les successions dinàstiques, va arribar als Anjou francesos després de la derrota del Hohenstaufen de la casa de Suàbia.
La població de l'illa de Sicília es va aixecar contra la tutela del rei francès Carles I d'Anjou, el 1282. De resultes d'aquest aixecament, conegut com a les Vespres Sicilianes, el rei de la Corona d'Aragó, Pere el Gran entrà a l'illa de Sicília i les de Malta i Gozo. Fou possessió de la Corona d'Aragó fins que, després de la pèrdua de Rodes pels cavallers de l'Orde de Sant Joan de Jerusalem, els fou cedida i esdevinguessin els Cavallers de Malta, que van dominar l'illa fins que Napoleó Bonaparte va entrar al port de La Valetta per reabastir les seves naus en camí a Egipte el 1798 durant les Guerres de la Revolució Francesa.
Un cop fora de perill a l'interior del port va tornar les seves armes contra els seus amfitrions, i el Gran Mestre Ferdinand von Hompesch zu Bolheim va capitular i Napoleó es va allotjar a Malta durant uns dies, va establir una nova administració i va partir cap a Egipte, deixant una guarnició important. Les forces franceses d'ocupació van ser molt impopulars entre els maltesos a causa de l'hostilitat de les forces franceses cap al catolicisme. Les polítiques financeres franceses van enfurir als religiosos de Malta que es van revoltar, i van obligar els francesos a retirar-se dins de les fortificacions de la ciutat. El Regne de la Gran Bretanya, juntament amb el Regne de Nàpols i el Regne de Sicília van enviar municions i ajuda als maltesos i Gran Bretanya també va enviar la Royal Navy, que va bloquejar les illes. El general Claude-Henri Belgrand de Vaubois va rendir les seves forces en 1800, i els líders de Malta van demanar a Sir Alexander Ball que l'illa es convertís en un domini britànic. Des de llavors fou colònia anglesa, que a la segona meitat del segle xx va obtenir autonomia.
L'any 1964 Malta va acordar amb el Regne Unit la seva independència.

## Geografia
L'arxipèlag maltès és al límit de la Placa Africana, molt a prop de l'Euroasiàtica. Està format per les illes habitades de Malta (la més gran en grandària i importància), Gozo i Comino (Malta, Għawdex i Kemmuna, respectivament en maltès). En les seves costes hi ha una gran quantitat de badies que proveeixen bons ports. També compta amb altres illes de menys grandària entre les quals destaquen els illots de Filfla i de Cominotto, o l'illa Selmunett o de Sant Pau.

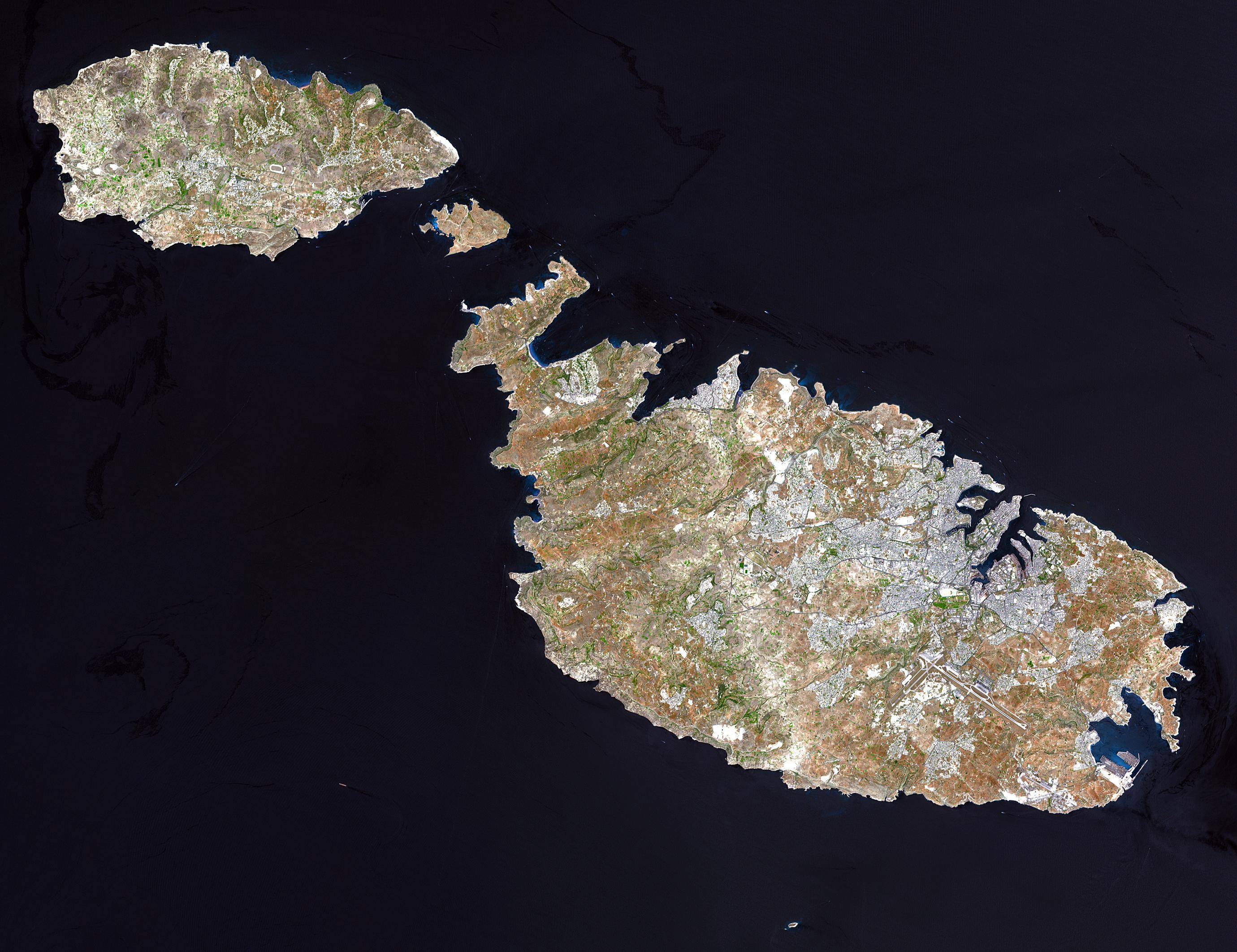
Imatge per satèl·lit de Malta.

El terreny es caracteritza pels seus baixos pujols amb camps de terrasses. El punt més alt és la muntanya Ta'Dmejrek a l'illa de Malta.
Encara que durant l'època de grans pluges es formen alguns rierols, a Malta no hi ha rius o llacs permanents. No obstant això, a l'illa hi ha alguns cursos d'aigua que compten amb aigua dolça durant tot l'any, com per exemple Baħregeixi, l-Intaħleb i Sant Martin. A Gozo es pot trobar aigua corrent a la vall de Lunzjata.
Malta també compta amb les següents roques: la Roca Barbaganni, la Roca Fessej, la Roca Fungus, la Roca Għallis, les Roques de la Llacuna Blava (la Gran i la Petita), la Roca Sala i la Roca Xrobb l-Għaġin.
El clima local és temperat mediterrani amb hiverns plujosos però poc marcats (14 °C) i estius secs i càlids (25 °C). De fet, només hi ha dues estacions, la qual cosa atreu molts turistes, especialment durant els mesos estivals.
Malta va adoptar l'Acord de Schengen el 21 de desembre de 2007.

## Divisió político-administrativa
Des del 1993 Malta se subdivideix en 68 municipis o consells locals (maltès: kunsilli lokali), que són l'entitat única d'administració subnacional, car no hi ha cap entitat intermediària entre aquesta i el govern nacional.

### Llista de consells locals

Municipis de Malta.

| Illa de Malta | Illa de Malta | Illa de Gozo |
| - Attard - Balzan - Birgu - Birkirkara - Birżebbuġa - Bormla - Dingli - Fgura - Floriana - Gudja - Gżira - Għargħur - Għaxaq - Ħamrun - Iklin - Isla - Kalkara - Kirkop - Lija - Luqa - Marsa - Marsaskala - Marsaxlokk - Mdina - Mellieħa - Mġarr - Mosta - Mqabba | - Msida - Mtarfa - Naxxar - Paola - Pembroke - Pietà - Qormi - Qrendi - Rabat - Safi - San Ġiljan - San Ġwann - Santa Luċija - San Pawl il-Baħar - Santa Venera - Siġġiewi - Sliema - Swieqi - Ta' Xbiex - Tarxien - La Valletta - Xgħajra - Żabbar - Żebbuġ - Żejtun - Żurrieq | - Fontana - Għajnsielem - Għarb - Għasri - Kerċem - Munxar - Nadur - Qala - San Lawrenz - Sannat - Victòria - Xagħra - Xewkija - Żebbuġ |

## Economia
Malta solament produeix el 20% dels aliments que consumeix, té subministrament limitat d'aigua dolça i no té fonts d'energia pròpies.
La posició geogràfica del país, entre la Unió Europea i l'Àfrica, fa que sigui un port d'entrada d'immigració il·legal.
El sector financer ha crescut en els últims anys, i va aconseguir escapar de la crisi econòmica del 2008-2009. Localment s'atribueix això a l'estabilitat del sector bancari del país i a les seves prudents pràctiques de maneig de riscos de préstecs. La recessió econòmica mundial i l'alça de preus d'aigua i electricitat van afectar l'economia del país, que és molt dependent del comerç exterior, de la indústria —especialment d'electrònica i fàrmacs— i del turisme, però el creixement va tornar quan l'economia mundial es va recuperar. Després d'una retracció d'un 1,2% el 2009, el país va créixer un 2% el 2010.
Per a l'entrada a la Unió Europea, es van privatitzar algunes empreses que es trobaven sota el control de l'estat i es van liberalitzar els mercats. L'1 de gener de 2008 es va incorporar, al costat de Xipre, a la zona euro.

## Demografia

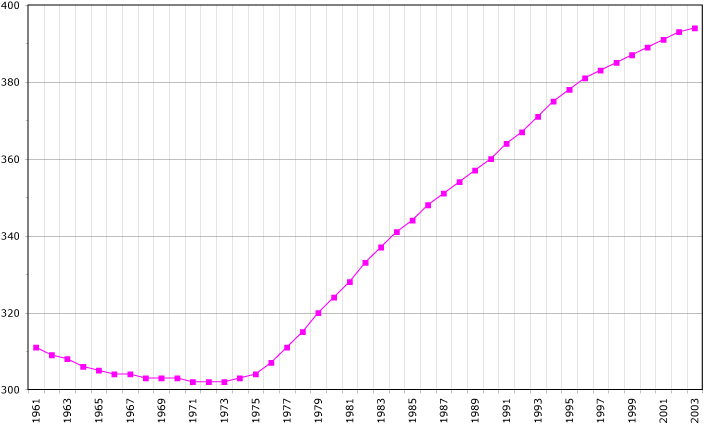
Evolució demogràfica de Malta.

El 2010 Malta tenia oficialment una població censada de 420.000 habitants. Malta té una de les densitats de població més altes, uns 1.300 hab/km².

### Religió

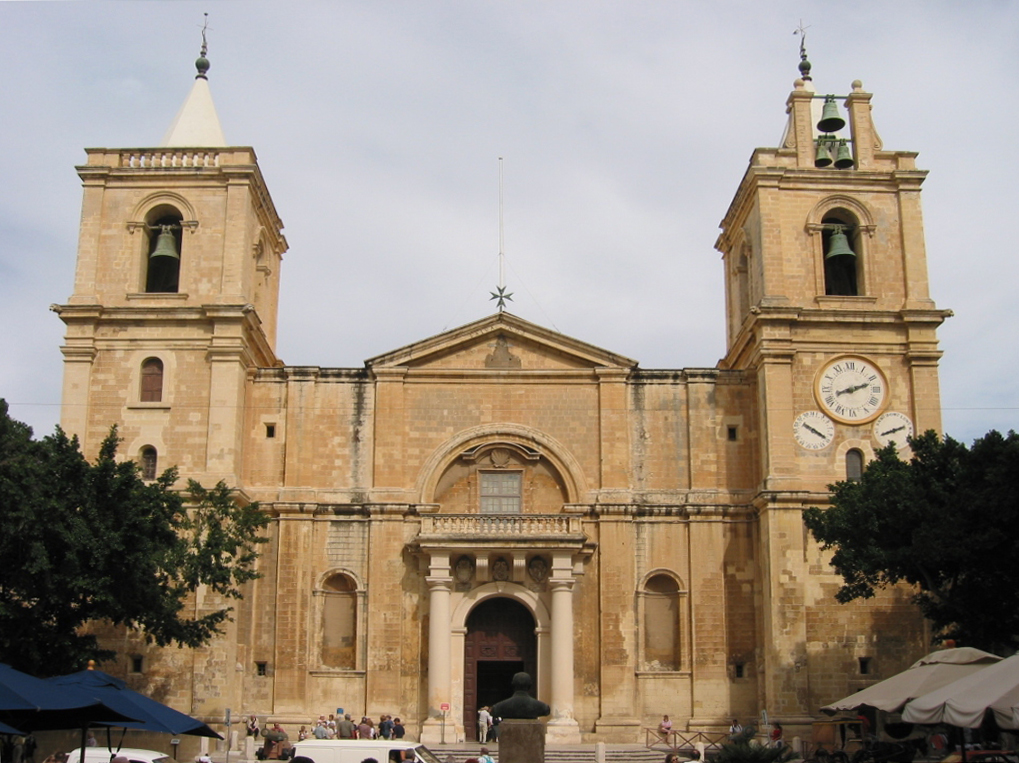
Façana de la Cocatedral de Sant Joan.

Els maltesos són majoritàriament catòlics, i la influència de l'Església és present a gairebé tots els ambients. Sant Jordi Preca, prevere maltès, promotor del laïcat, fundador de la Societat de la Doctrina Cristiana per a l'apostolat de la catequesi, fou beatificat a Malta el 9 de maig de 2001 pel papa Joan Pau II i posteriorment canonitzat per Benet XVI el 3 de juny de 2007 al Vaticà.
La religió de la població maltesa estaria repartida de la manera següent:
- Un 93,80% de catòlics
- Un 4% d'altres cristians
- Un 1,46% de musulmans
- Un 0,24% de jueus
- Un 0,13% de testimonis de Jehovà

### Llengües
Les llengües oficials són el maltès i l'anglès, però dos terços de la població també són capaços de parlar i entendre l'italià, que fou l'idioma oficial de l'estat fins al 1934. Durant molts anys l'ús d'aquesta llengua, que havia tingut una extensió relativament gran al passat, disminuí a causa de la influència britànica i de la política oficial adversa a la llengua italiana. Tanmateix, des dels anys seixanta a Malta es rep la televisió italiana, la qual cosa ha portat una reaparició de l'italià, sobretot entre els joves. Gairebé dos terços de la població jove sap parlar italià.
L'anglès, emperò, té una presència important a l'illa. És la llengua que s'empra en les relacions comercials i a la universitat. Actualment tots els maltesos parlen anglès de manera fluida i àdhuc és la llengua principal de la majoria de les escoles. La influència britànica com a antiga colònia anglesa propicià l'aparició d'escoles d'anglès de caràcter britànic. El clima i uns preus més competitius fan d'aquesta illa un lloc d'interès per aprendre la llengua anglesa.
Històricament, el català va tenir presència a Malta i això ha fet que el lèxic maltès tingui unes quantes paraules d'origen català.

### Literatura
Es calcula que la literatura maltesa té prop de dos segles d'antiguitat. No obstant això, fa poc va ser descoberta una cançó d'amor que dona testimoni d'una certa activitat literària en llengua vernacle durant l'edat mitjana. Durant un llarg període, la literatura maltesa es referí a la tradició literària, i arribà al seu zenit amb els treballs del sacerdot Dun Karm Psaila, un artista amb un gran domini del seu art que ulteriorment fou declarat poeta nacional.
Escriptors com Rużar Briffa i Karmenu Vassallo tractaren durant el segle xx de cercar noves alternatives a la rigidesa temàtica i formal de la versificació, però només fins als anys seixanta la literatura maltesa patí la seva transformació més radical en tots els gèneres.
L'ansietat, la crisi identitària, la protesta, la rebel·lió i el compromís social caracteritzaren l'activitat literària i dramàtica d'aquest període. Alguns poetes que sobresortien del segle xx foren Mario Azzopardi, Victor Fenech, Oliver Friggieri, Joe Friggieri, Charles Flores, Maria Ganado, Lillian Sciberras i Akille Mizzi.
En prosa destacaren Frans Sammut i Joe Camilleri; i entre els autors dramàtics cal assenyalar Francis Ebejer, Alfred Sant i Oreste Calleja.
Els escriptors de la següent generació consolidaren les recerques dels seus predecessors. Guze' Stagno, Karl Schembri i Clare Azzopardi imposaren ràpidament llurs noms en el camp literari. Entre els poetes contemporanis destaquen Adrian Grima, Immanuel Mifsud, Norbet Bugeja i Simone Inguanez.

### Gastronomia
La cuina maltesa neix de la llarga relació entre els maltesos i els espanyols que governaren les illes. La fusió de sabors ha donat a la cuina un sabor distintiu dins de la cuina mediterrània. Tot i que compta amb molts plats originaris, moltes receptes presenten una forta influència culinària italiana —sobretot siciliana— i turca. Alguns plats típicament maltesos són ftria biż-żejt, ġbejniet, pastizzi i Ross il-Forn. El froż-del és, també, un dels plats més coneguts d'aquesta cuina.

## Cultura

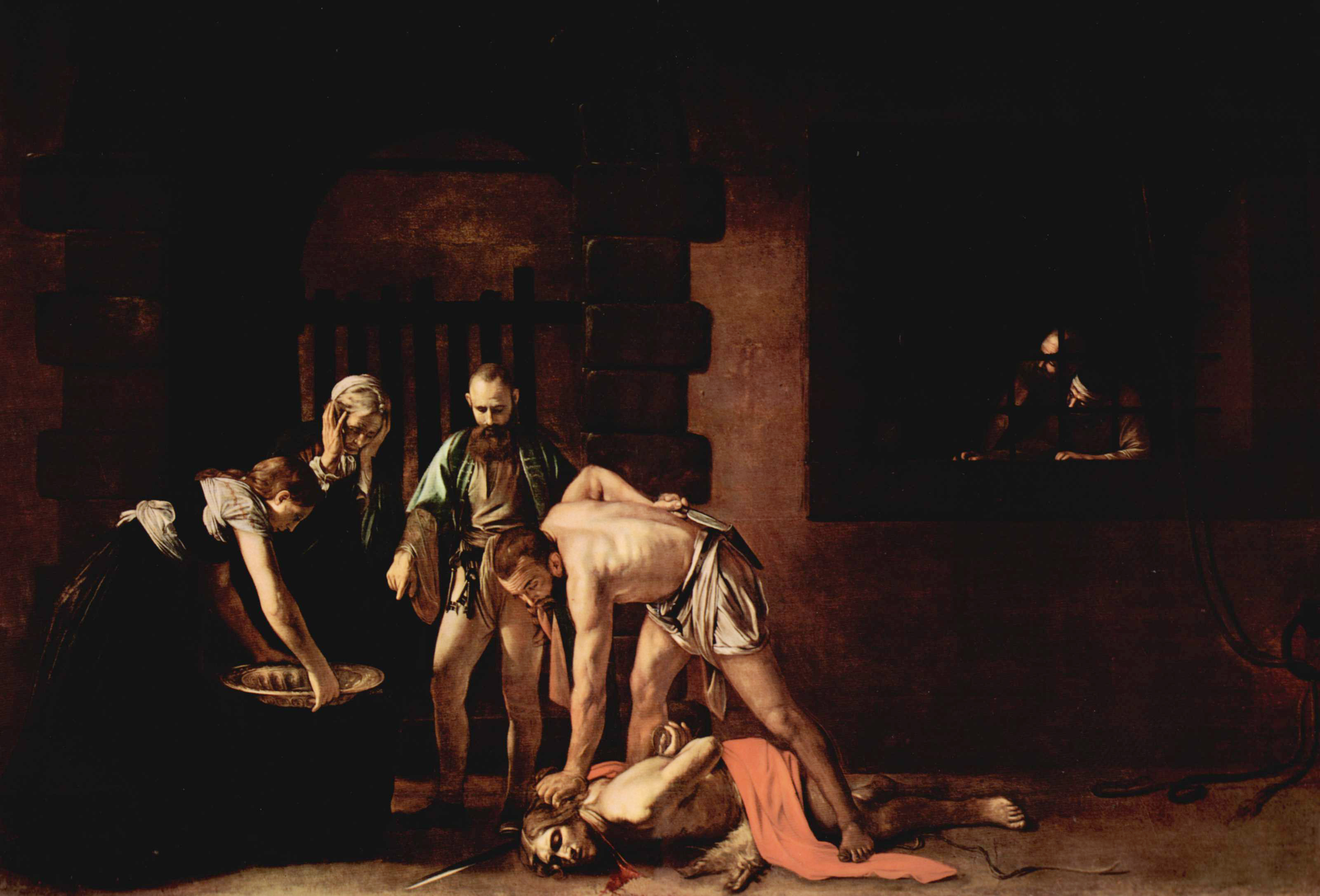
La decapitació de Sant Joan Baptista, de Caravaggio, es troba a la Cocatedral de Sant Joan.

La cultura de Malta reflecteix les variades influències dels països que la governaren fins al 1964, particularment d'Itàlia i del Regne Unit. Els costums, les llegendes i el folklore maltesos són estudiats i categoritzats lentament, com qualsevulla altra tradició europea.
A la cocatedral de Sant Joan, construïda el 1577, es pot apreciar el llenç de La decapitació de Sant Joan Baptista, de Caravaggio, qui visqué uns mesos a l'illa però en fou expulsat amb càrrecs d'homicidi. A la seu del Govern, a l'antic Palau del Gran Mestre l'Armeria, es poden veure més de 5.000 armadures de l'Orde de Malta. A La Valletta es troba el museu de Belles Arts, el museu d'arqueologia, el Fort de Sant Elm i el Museu de la Inquisició. Els museus Marítim i del Gran Setge de 1565 revelen el passat turbulent de les petites illes. El Museu Nacional de la Guerra i el Refugi de la Segona Guerra Mundial presenten informació sobre els conflictes més recents.
A Gozo es poden apreciar la majoria dels temples megalítics de Malta, considerats Patrimoni de la Humanitat per la UNESCO.

### Patrimoni de la Humanitat
Malta compta actualment amb tres llocs declarats com a Patrimoni de la Humanitat per la UNESCO:
| Malta a la llista de Patrimoni de la Humanitat de la UNESCO |                             |                          |                                                                  |                    |          |
| Imatge                                                      | Nom                         | Ubicació                 | Observacions                                                     | Any de proclamació | Tipus    |
|                                                             | Hipogeu d'Ħal-Saflieni      | Illa de Malta            | L'Hipogeu d'Ħal-Saflieni és l'únic temple subterrani prehistòric | 1980               | Cultural |
|                                                             | Temples megalítics de Malta | Illes de Malta i de Gozo | Temples de l'època megalítica                                    | 1980, 1992         | Cultural |
|                                                             | La Valletta                 | Illa de Malta            | ciutat antiga de La Valletta                                     | 1980               | Cultural |

## Fills il·lustres
- Francesco Schira (1809-1883), compositor d'òperes.
- Ġorġ Preca (1880-1962), prevere i fundador, sant de l'Església Catòlica.